# Il circo degli orrori (romanzo)
Il circo degli orrori (Cirque du Freak) è il primo romanzo della Saga di Darren Shan dello scrittore Darren Shan, pubblicato per la prima volta nel gennaio 2000.
È stato adattato un film chiamato Aiuto vampiro diretto da Paul Weitz, rilasciato il 23 ottobre 2009.

## Trama
La storia è narrata in prima persona da Darren Shan, un ragazzino appassionato di ragni che vive in una normale cittadina con i genitori e la sorella. Un giorno, a scuola, il suo amico Alan riferisce al gruppo che in città si è fermato un "Freaks Circus" ("Il circo degli orrori") e suggerisce di andarci. Steve "Leopard" Leonard, miglior amico di Darren, paga la maggior parte del costo dei biglietti per sole due persone; tramite un sorteggio Darren, guidato da uno strano intuito improvviso, ottiene l'altro biglietto e va allo spettacolo con il suo amico.
Lo show è piuttosto raccapriccante e i ragazzini ne sono entusiasti, in particolare Darren resta ammaliato dall'esibizione del misterioso Mr. Crepsley e della sua tarantola gigante Madame Octa durante la quale controlla il ragno altamente velenoso per via telepatica, catalizzando i pensieri mediante un piccolo flauto. Dopo lo spettacolo Steve, appassionato di horror, si ferma per parlare con Mr Crepsley e Darren origlia la conversazione: Steve afferma di aver capito che l'uomo è in realtà un vampiro (ha riconosciuto il suo volto da un libro) e gli chiede di farsi trasformare. Crepsley sembra accettare ma, dopo aver provato a morderlo, si allontana ritenendo che abbia il sangue "malvagio" e rifiuta di compiere il processo, portando il ragazzino a scappare furibondo. 
Darren decide di rubare Madame Octa e il flauto, lasciando a Crepsley un biglietto per intimargli di non cercare di riprendersi il ragno o racconterà a tutti che è un vampiro. Comincia quindi a esercitarsi a casa, scoprendo di riuscire a controllare il ragno piuttosto bene, e nel frattempo si allontana da Steve a causa di quello che ha sentito tra lui e Crepsley; d'altro canto, l'amico capisce che ha origliato la conversazione ma decide di non prendersela.
Un giorno Darren invita Steve a casa sua per mostrargli un'esibizione di Madame Octa; mentre giocano entra nella stanza Annie, la sorellina di Darren, il quale perde la concentrazione e il controllo del ragno che morde Steve avvelenandolo. Il ragazzino finisce in ospedale e rischia di morire entro pochi giorni, quindi Darren non vede alternative se non quella di raggiungere Mr. Crepsley per chiedergli aiuto. Il vampiro accetta di dargli l'antidoto a patto che in cambio lui diventi un suo assistente; Steve sopravvive, ma Darren viene trasformato in un mezzo vampiro. Inizialmente cerca di non seguire Crepsley e tornare a vivere normalmente, ma scopre che ha acquisito una maggiore forza e resistenza, ha meno bisogno di dormire e inizia a provare sete di sangue. Dopo aver quasi attaccato Annie, il ragazzino è costretto a tornare da Mr. Crepsley che lo convince ad abbandonare la sua vita umana unendosi a lui nel Circo degli Orrori; per fare ciò, inscena la morte di Darren.
In seguito al funerale, Mr. Crepsley disseppellisce il ragazzino dalla tomba. Quest'ultimo viene raggiunto da Steve, il quale ha capito che la sua morte fosse stata solo una farsa mediante una cartina tornasole infilata sotto la sua lingua durante la veglia funebre. Egli accusa furioso l'amico di averlo volutamente ingannato per "rubargli il posto" come assistente di Mr. Crepsley e vorrebbe ucciderlo, ma decide di desistere in quanto Darren è ancora un bambino; si incide il palmo della mano come promemoria del tradimento di Darren e giura, una volta cresciuto, di diventare un cacciatore di vampiri per vendicarsi dell'ex amico e di Crepsley. Dopo che Steve se n'è andato, Darren decide di tacere dell'accaduto con Mr. Crepsley e parte con lui nella notte verso la sua nuova vita.